# ГАМКД
ГАМКД — субъединица дельта (δ) гамма-аминомасляная кислоты (англ. GABRD) — белок, который у человека кодируется ГАМКД геном. В головном мозге млекопитающих субъединица дельта (δ) образует специфические подтипы рецепторов ГАМКА, приводящей к созданию субъединицы, содержащей рецепторы ГАМКА.

## Структура и функция
Субъединица дельта (δ), одна из субъединиц гетеро-пентамерных рецепторов δ-ГАМК, является определяющей субъединицей для специфического ответа на γ-аминомасляную кислоту (ГАМК). ГАМК является основным тормозным нейромедиатором в головном мозге млекопитающих, где он действует на рецепторы ГАМК, которые являются лиганд-зависимыми хлоридными каналами. Он собран из разнообразного пула 19 субъединиц (α1-α6, β1-β3, γ1-γ3, δ, ∈, θ, π и ρ1-ρ3). Ген GABRD кодирует субъединицу дельта (δ). В частности, δ-субъединица обычно экспрессируется в рецепторах ГАМКА, связанных с внесинаптической активностью, знаменуя собой тоническое ингибирование, которое происходит медленнее по сравнению с классическим ингибированием (фазическое ингибирование). Наиболее распространенные рецепторы ГАМКА имеют субъединицу гамма (γ), которая позволяет рецептору связывать бензодиазепины. По этой причине рецепторы, содержащие δ-субъединицы, иногда называют «нечувствительными к бензодиазепинам» рецепторами ГАМКА. Однако, они демонстрируют исключительно высокую чувствительность к этанолу по сравнению с рецепторами, чувствительными к бензодиазепинам, которые на него не реагируют. Рецепторы, содержащие δ-субъединицу, также участвуют в пути вентральной области покрышки (ВОП) в гиппокампе мозга, что означает, что они могут иметь значение для обучения и памяти.

## Клонирование ГАМКА рецепторов
Рецепторы ГАМКА были первоначально клонированы пептидными последовательностями, полученными из очищенных рецепторов, которые были использованы для создания синтетических ДНК-зондов для скрининга библиотек кДНК мозга. В итоге, этот метод привел к идентификации большей части семейства генов с его изоформами: субъединицы α1-α6, β1-β3, γ1-γ3 и одна субъединица δ.

## Экспрессия в зависимости от типа клеток
Клеточная локализация мРНК 13 субъединиц рецептора ГАМКА была проанализирована в различных областях мозга. Например, в мозжечке различные подтипы рецепторов обнаружены в гранулярных клетках мозжечка и клетках Пуркинье, тогда как в обонятельной луковице перигломерулярные клетки, тафтинговые клетки и внутренние гранулярные клетки экспрессируют подтипы рецепторов ГАМКА. В частности, экспрессия субъединицы δ, зависящая от типа клетки, показана в таблице ниже.
| Комбинация субъединиц | Типы клеток |
| --------------------- | --- |
| α6bδ                  | Гранулярные клетки мозжечка |
| α1bδ                  | Вставочные нейроны гиппокампа, вставочные нейроны неокортекса                                                                                |
| α4β2δ                 | Ретрансляционные нейроны таламуса, шиповатые нейроны полосатого тела, зубчатые гранулярные клетки гиппокампа, пирамидные нейроны неокортекса |

При техническом сравнении количественной ПЦР с обратной транскриптазой и цифровой ПЦР экспрессия гена ГАМКД была исследована в трех типах клеток соматосенсорной коры у крыс: нейроглиаформных нейронах, быстрых корзинчатых нейронах и пирамидных нейронах. Экспрессия генов была обнаружена во всех трёх типах клеток, но показала заметно большее обогащение в нейроглиаформных нейронах по сравнению с другими исследованными типами клеток. δ-субъединица рецептора ГАМКА сильно подавляется хроническим прерывистым воздействием этанола и, по-видимому, вносит большой вклад в патологическую алкогольную зависимость.

## Исследование δ-субъединицы с помощью флуоресценции
Субъединицы рецепторов ГАМКА были помечены зеленым флуоресцентным белком (ЗФБ) или его вариантами для изучения траффинкинга, локализации, олигомеризации и белковых взаимодействий соответствующих подтипов рецепторов и соответствующих субъединиц. ЗФБ-мечение проводят на N-конце или C-конце последовательности пептида соответствующей субъединицы. ЗФБ-мечение δ-субъединицы было выполнено в различных доменах субъединицы, таких как N-конец, C-конец, а также на внутриклеточном (цитоплазматическом) домене. Тем не менее, несмотря на эти и другие исследования, на данный момент неясно, требует ли δ субъединица также α- и β-субъединиц для мечения на мембрану, поскольку научная литература предлагает противоречивые результаты. Так, было предположено, что с использованием ЗФБ-мечения этой субъединицы, экспрессия δ-субъединицы на клеточной мембране наблюдалась только в присутствии как α-, так и β-субъединиц. Однако, другое исследование показало, что субъединица δ может попасть на клеточную мембрану самостоятельно, и что существуют рецепторы, содержащие βδ комбинации субъединиц.